# Marian Kwietniewski
Marian Kwietniewski (ur. 1951) – polski inżynier, profesor nauk technicznych. Specjalizuje się w wodociągach i kanalizacjach. Nauczyciel akademicki Wydziału Instalacji Budowlanych, Hydrotechniki i Inżynierii Środowiska Politechniki Warszawskiej.

## Życiorys
Całe naukowe życie związany z Politechniką Warszawską, gdzie ukończył studia na Wydziale Inżynierii Sanitarnej i Wodnej, został zatrudniony i zdobywał kolejne awanse akademickie. Stopień doktorski otrzymał w 1986 na podstawie pracy pt. Metoda projektowania układów tranzytowych przewodów wodociągowych z uwzględnieniem kryteriów hydraulicznych, ekonomicznych i niezawodnościowych (promotorem pracy był prof. Marek Roman). Habilitował się w 1999 na podstawie oceny dorobku naukowego i rozprawy Metodyka badań eksploatacyjnych sieci wodociągowych pod kątem niezawodności dostawy wody do odbiorców. Tytuł naukowy profesora nauk technicznych został mu nadany w 2009 roku. 
Zajmuje stanowisko profesora zwyczajnego i kierownika w Zakładzie Zaopatrzenia w Wodę i Odprowadzania Ścieków Wydziału Instalacji Budowlanych, Hydrotechniki i Inżynierii Środowiska Politechniki Warszawskiej. W pracy badawczej zajmuje się takimi zagadnieniami jak: niezawodność obiektów komunalnych i systemów inżynieryjnych, rozwój Systemu Informacji Geograficznej (GIS) i jego zastosowanie w zarządzaniu i eksploatacji systemów wodociągowych i kanalizacyjnych, ocena i dobór rozwiązań materiałowych do budowy i modernizacji sieci wodociągowych i kanalizacyjnych oraz systemy monitoringu tych sieci.
Prowadzi zajęcia m.in. z niezawodności i bezpieczeństwa systemów inżynieryjnych, projektowania systemów zaopatrzenia w wodę, GIS - systemów informacji geograficznej oraz wodociągów i kanalizacji. Jest członkiem szeregu krajowych i międzynarodowych towarzystw naukowych i technicznych, m.in. Global Water Partnership for Central and Eastern Europe (GWP CEE, od 2005) oraz Komitetu Inżynierii Lądowej i Wodnej PAN.
W 2019 został członkiem Rady Doskonałości Naukowej I kadencji.

## Wybrane publikacje
- Kanalizacja - materiały do projektowania (współautorzy: A.Nowakowska-Błaszczyk, W.Olszewski, M.Ways), Wydawnictwa Politechniki Warszawskiej 1985
- Niezawodność wodociągów i kanalizacji (współautorzy: M.Roman, H.Kłoss-Trębaczkiewicz), Wydawnictwo Arkady 1993
- Metodyka badań eksploatacyjnych sieci wodociągowych pod kątem niezawodności dostawy wody do odbiorców, Oficyna Wydawnicza PW 1999
- Monitorowanie sieci wodociągowych i kanalizacyjnych (współautorzy: W.Gębski, N.Wronowski), PZiTS 2005, ISBN 83-87792-38-1
- GIS in water supply and wastewater systems, PAN Komitet Inżynierii Lądowej i Wodnej 2008, ISBN 978-83-89687-34-0
- GIS w wodociągach i kanalizacji, Wydawnictwa Naukowe PWN 2008, ISBN 978-83-01-15429-5
- Projektowanie elementów systemu zaopatrzenia w wodę (współautorzy: W.Olszewski, E.Osuch-Pajdzińska), Oficyna Wydawnicza Politechniki Warszawskiej 2009, ISBN 978-83-7207-815-5
- Niezawodność infrastruktury wodociągowej i kanalizacyjnej w Polsce (współautor: J.Rak), Komitet Inżynierii Lądowej i Wodnej PAN 2010, ISBN 978-83-89687-51-7
- Metody oceny niezawodności i bezpieczeństwa dostawy wody do odbiorców (praca zbiorowa), Oficyna Wydawnicza Politechniki Rzeszowskiej 2013, ISBN 978-83-7199-898-8
- ponadto rozdziały w książkach i artykuły, które publikował m.in. w takich czasopismach jak: "Journal of Water Supply Research and Technology-Aqua", "Archives of Hydro-engineering and Environmental Mechanics" oraz "Gaz, Woda i Technika Sanitarna"[9][10]